# Yaya Sanou
Yaya Sanou (ur. 29 grudnia 1993 w Bobo-Dioulasso) – burkiński piłkarz grający na pozycji środkowego obrońcy. Od 2021 jest zawodnikiem klubu AS Douanes Wagadugu.

## Kariera klubowa
Swoją karierę piłkarską Sanou rozpoczął w klubie AS Maya. W sezonie 2014/2015 zadebiutował w jego barwach w drugiej lidze burkińskiej. W latach 2015–2018 grał w ASF Bobo-Dioulasso, z którym w sezonie 2017/2018 wywalczył mistrzostwo kraju. W sezonie 2018/2019 występował w Egipcie, najpierw w ENPPI Club, a następnie w Beni Suef SC. W 2019 wrócił do ojczyzny i w latach 2019-2021 był piłkarzem Majestic SC. W 2021 przeszedł do AS Douanes Wagadugu. W sezonie 2021/2022 zdobył z nim Puchar Burkiny Faso, a w sezonie 2022/2023 sięgnął z nim po dublet - mistrzostwo i puchar kraju.

## Kariera reprezentacyjna
W reprezentacji Burkiny Faso Sanou zadebiutował 4 maja 2017 w zremisowanym 1:1 towarzyskim meczu z Beninem, rozegranym w Wagadugu.